# 7-Eleven
7-Eleven est une enseigne de commerces de proximité appartenant au groupe japonais Seven & I Holdings, implantée essentiellement en Asie et en Amérique du Nord ainsi qu'en Australie et en Scandinavie. En 2007, elle était présente dans 18 pays et comptait plus de 32 000 points de vente, soit plus que toute autre enseigne. En 2024, on compte 85 000 7-Eleven dans le monde. Dans la plupart des pays, l'enseigne est ouverte à toute heure du jour et de la nuit.

## Histoire

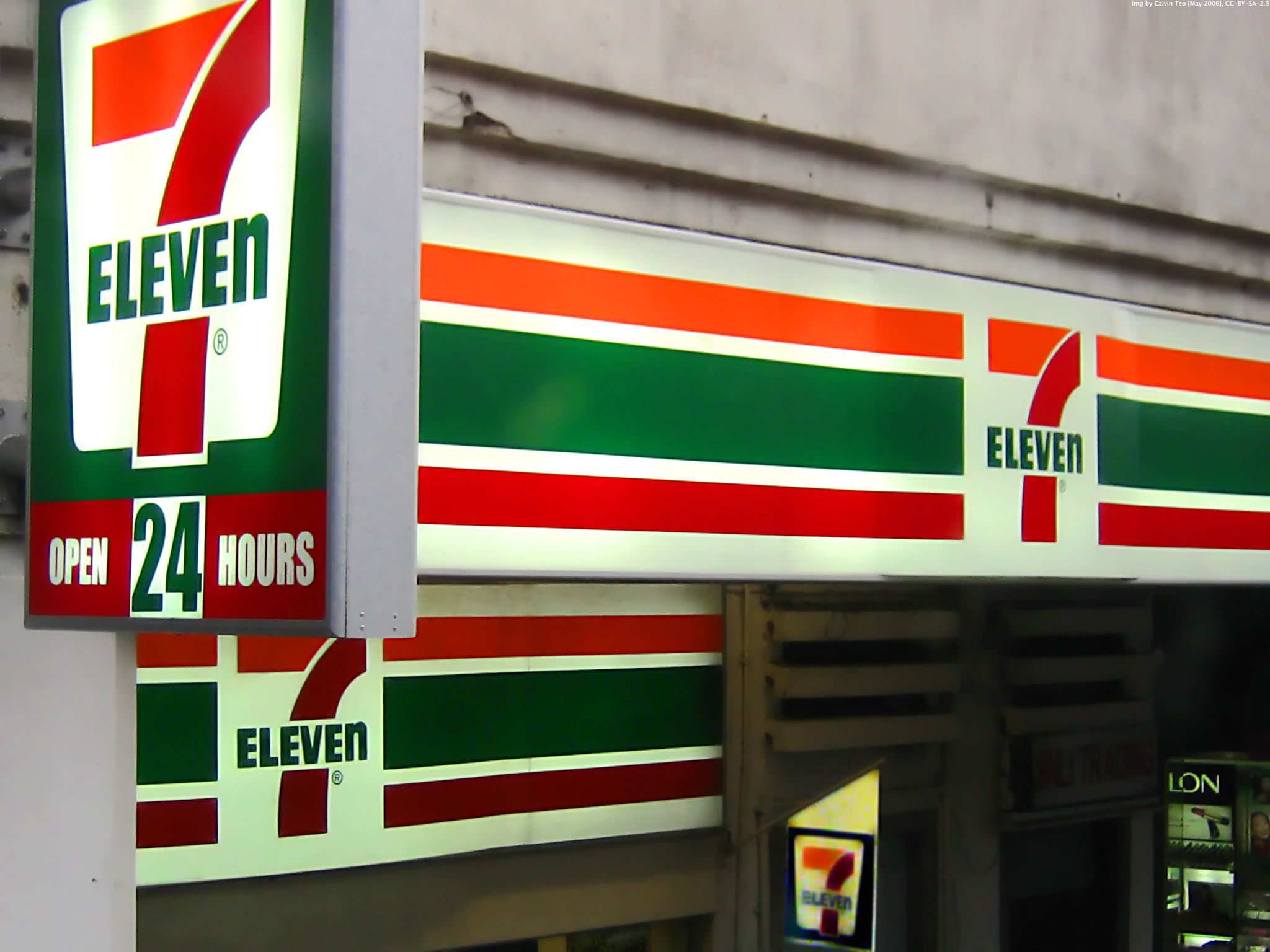
Devanture à Singapour.

À l'origine la société Tote'm Shops existait au Texas et adopta le nom de 7-Eleven en 1946 parce que les heures d'ouverture allaient de 7 h à 23 h.
7-Eleven a été le premier du genre à fonctionner 24 heures sur 24, 7 jours sur 7, à offrir dès 1964 du café dans des tasses à emporter, à avoir une fontaine à soda en libre-service proposant les grandes marques de boissons gazeuses et à proposer des boissons dans de grands gobelets. 7-Eleven a été la première épicerie de dépannage à diffuser de la publicité à la télévision, à vendre des cartes téléphoniques pré-payées et à offrir des services de distributeurs automatique de billet dès 1984. 7-Eleven ouvre un nouveau magasin dans le monde toutes les trois heures et demie[réf. nécessaire].
En 1981 a lieu l'ouverture du premier 7-Eleven à Hong Kong. Le 50e magasin ouvrit le 6 octobre 1983 à Hong Kong. En 1983, ouverture du premier 7-Eleven à Singapour. En 1984, ouverture du premier 7-Eleven à Quezon City, Philippines. En 1989, ouverture du premier 7-Eleven à Séoul, Corée Du Sud. En 1991, l'entreprise est rachetée par la société japonaise Seven & I Holdings Co.. En 1992, ouverture du premier 7-Eleven chinois, à Shenzhen, Guangdong. En 1999, Southland Corp. change de nom et devient 7-Eleven, Inc[réf. nécessaire].
En août 2020, 7-Eleven annonce l'acquisition des activités de stations services de Marathon Petroleum pour 21 milliards de dollars. Après cette opération qui comprend 3 900 stations services sous la marque Speedway, 7-Eleven possède près de 14 000 stations services.
En 2024, son concurrent Couche tard tente de racheter la chaîne.

## Implantations

Pays avec des magasins 7-Eleven.

- Australie[4]
- Canada[5]
- Chine
- Corée du Sud
- Danemark[6]
- Émirats Arabes Unis[7]
- États-Unis[8]
- Hong Kong[9]
- Japon[10]
- Malaisie[11]
- Mexique[12]
- Norvège[13]
- Pays-Bas
- Philippines[14]
- Singapour[15]
- Suède[16]
- Taïwan[17] : 6 000 le 20 février 2021[18]
- Thaïlande[19]
- Viêt Nam[20]
- Cambodge
- Singapour [21]